# Danh sách phim Hãng phim Giải Phóng
Hãng phim Giải Phóng có tên chính thức là Công ty Trách nhiệm hữu hạn Một thành viên Phim Giải Phóng (gọi tắt: Phim Giải phóng) từ năm 2010, sau khi thay đổi hình thức kinh doanh và cơ cấu hoạt động. Hãng phim được thành lập từ năm 1962 với tên Xưởng phim Giải Phóng và đã trải qua nhiều lần đổi tên: Xưởng phim Tổng hợp Thành phố Hồ Chí Minh (hay Xưởng phim Tổng hợp) vào năm 1975, Xí nghiệp phim Tổng hợp vào năm 1979 và Hãng phim Giải phóng từ năm 1989. Dưới đây là danh sách phim do Hãng phim Giải Phóng sản xuất từ khi thành lập.

## Không rõ năm sản xuất
- Hoạt hình: Gia đình Sóc

- Phim tài liệu / phóng sự:
  - Đoàn đại biểu Chính phủ cách mạng lâm thời Cộng hoà miền Nam Việt Nam tại Hội nghị quốc tế về Việt Nam
  - Một vài bằng chứng về tội ác chiến tranh hoá học của đế quốc Mỹ ở miền Nam Việt Nam
  - Nhà báo Úc W.BURCHETT đi thăm những vùng giải phóng ở miền Nam Việt Nam

## Thập niên 1960
Trong suốt thập niên 1960, hãng hoạt động dưới tên Xưởng phim Giải Phóng và các bộ phim sản xuất đều là phim tài liệu.
| Năm  | Tựa đề                                                                              | Đạo diễn            | Biên kịch   | Chú   | Nguồn       |
| ---- | ----------------------------------------------------------------------------------- | ------------------- | ----------- | ----- | ----------- |
| 1962 | Hội nghị phá ấp chiến lược                                                          |                     |             |       |             |
| 1962 | Đại hội Mặt trận dân tộc giải phóng miền Nam Việt Nam lần thứ I                     |                     |             |       |             |
| 1963 | Miền Nam anh dũng                                                                   |                     |             |       |             |
| 1964 | Một vài hình ảnh chiến đấu trên đường số 12 và đường số 15 (Bình Giã thu đông 1964) |                     |             |       |             |
| 1964 | Đại hội Mặt trận dân tộc giải phóng miền Nam Việt Nam lần thứ II (tháng 1/1964)     |                     |             |       |             |
| 1965 | Những đòn trừng phạt đích đáng                                                      |                     |             |       |             |
| 1965 | Đế quốc Mỹ nhất định thua ta nhất định thắng                                        |                     |             |       |             |
| 1966 | Quyết thắng đế quốc Mỹ xâm lược                                                     |                     | Hà Mậu Nhai |       |             |
| 1966 | Bão táp đang nổi lên ở các đô thị miền Nam Việt Nam                                 |                     |             |       |             |
| 1966 | Một vài hình ảnh về phong trào phụ nữ miền Nam                                      |                     |             |       |             |
| 1966 | Trận Gò Quao                                                                        |                     |             | [ a ] |             |
| 1967 | Rừng xanh hoa nở                                                                    | Hồng Chi (Hồng Sến) |             |       |             |
| 1967 | Chiến thắng Tây Ninh                                                                | Hồng Chi (Hồng Sến) |             |       |             |
| 1967 | Miền Tây sản xuất và chiến đấu xiết chặt vòng vây diệt địch                         |                     |             |       |             |
| 1967 | Mặt trận đường 9 - Tập I: Quanh địa ngục Cồn Tiên                                   |                     |             |       |             |
| 1967 | Mỗi bước anh đi                                                                     |                     |             |       |             |
| 1967 | Du kích Củ Chi                                                                      | Trần Nhu            |             | [ 1 ] |             |
| 1967 | Vài hình ảnh dân quân Tây Ninh chiến thắng giặc Mỹ và trận càn Ác-tơ-bô-rô          |                     |             |       |             |
| 1968 | Phái đoàn Quốc tế điều tra tội ác giặc Mỹ vào miền Nam Việt Nam                     |                     |             |       |             |
| 1968 | Vùng giải phóng miền Trung                                                          |                     |             |       |             |
| 1968 | Bộ đội quân chiến đấu trên đường phố Sài Gòn                                        |                     |             |       |             |
| 1968 | Dòng thác bạc                                                                       |                     |             |       |             |
| 1969 | Theo một đơn vị vũ trang nhân dân Sài Gòn                                           |                     |             |       |             |
| 1969 | Young puppeteers of Vietnam                                                         |                     |             | [ b ] | [ 2 ] [ 3 ] |
| 1969 | Đường ra phía trước                                                                 | Hồng Chi (Hồng Sến) |             |       |             |
| 1969 | Nghệ thuật của tuổi thơ                                                             | Hồng Chi (Hồng Sến) |             |       |             |

## Thập niên 1970

### Phim tài liệu, phóng sự
| Năm  | Tựa đề                                                      | Đạo diễn                    | Biên kịch           | Chú   | Nguồn |
| ---- | ----------------------------------------------------------- | --------------------------- | ------------------- | ----- | ----- |
| 1970 | Những người dân quê tôi                                     | Trần Thủy                   |                     |       |       |
| 1970 | Bảo vệ sản xuất để chiến đấu - Bờ xe nước                   |                             |                     |       |       |
| 1970 | Một chặng đường Trường Sơn - Đường mang tên Bác             |                             |                     |       |       |
| 1970 | Siết chặt vòng vây diệt địch                                |                             |                     |       |       |
| 1971 | Những người săn thú trên núi Đắk Sao                        | Trần Thế Dân                |                     |       |       |
| 1971 | Người Pa-kô                                                 |                             |                     |       |       |
| 1971 | Làng nhỏ bên sông Trà                                       | Nghiêm Phú Mỹ               |                     |       |       |
| 1971 | Tiếng trống Mường                                           | Thanh Huyền, Lâm Mộc Khôn   |                     |       |       |
| 1971 | Lớn lên trong chiến đấu                                     |                             |                     |       |       |
| 1972 | Quảng Trị ngày đầu giải phóng                               | Quay phim: Nguyễn Văn Nẫm   |                     | [ c ] |       |
| 1972 | Vĩnh Thuận Đông chiều 22/5/1972                             |                             |                     | [ c ] |       |
| 1972 | Một trận đánh tàu                                           | Trần Văn Phong              |                     |       | [ 5 ] |
| 1972 | Theo bước chân người giao liên                              | An Như Sơn                  |                     |       |       |
| 1972 | Người Pa kô                                                 | Vi Ngọc Huy, Nguyễn Văn Tảo |                     |       |       |
| 1973 | Những ngày tháng 3                                          |                             |                     |       |       |
| 1973 | Những người con trở về                                      |                             |                     |       |       |
| 1973 | Cây đèn                                                     |                             |                     |       |       |
| 1973 | Vùng đất Củ Chi                                             |                             |                     |       |       |
| 1973 | Quảng Trị một ngày xuân                                     | Nguyễn Xuân Chân            |                     |       | [ 6 ] |
| 1973 | Khi Quảng Trị còn ở bên trong hàng rào dây thép gai         |                             |                     |       |       |
| 1973 | Đất ven biển                                                |                             |                     |       |       |
| 1973 | Đường về                                                    |                             |                     |       |       |
| 1973 | Vụ thu hoạch đầu tiên                                       |                             |                     |       |       |
| 1973 | Thêm một cung đường                                         |                             |                     |       |       |
| 1974 | Cuộc gặp gỡ của những người thắng Mỹ Trị Thiên Huế          |                             |                     |       |       |
| 1975 | Đà Nẵng những ngày đầu giải phóng                           |                             |                     |       |       |
| 1975 | Tháng năm Côn Đảo                                           |                             |                     |       |       |
| 1975 | Vài hình ảnh về giải phóng Sài Gòn 5/1975                   |                             |                     |       |       |
| 1975 | Uỷ ban quân quản ra mắt nhân dân Sài Gòn - Gia Định         |                             |                     |       |       |
| 1975 | Tháng Năm – Những gương mặt                                 | Đặng Nhật Minh              |                     |       |       |
| 1975 | Thị xã Kon Tum sau ngày giải phóng                          |                             |                     |       |       |
| 1975 | Bông sen Đồng Tháp                                          | Hồng Sến                    |                     |       |       |
| 1975 | Trên tuyến lộ Lái Thiêu                                     |                             |                     |       |       |
| 1975 | Vài hình ảnh về giải phóng Sài Gòn 5/1975                   |                             |                     |       |       |
| 1977 | Cao su Việt Nam                                             |                             |                     |       |       |
| 1977 | Đất biển Cà Mau                                             | Trần Thanh Hùng             |                     |       | [ 5 ] |
| 1977 | Vấn đề hôm nay                                              | Huỳnh Ngọc Trai             |                     |       | [ 7 ] |
| 1977 | Dòng sông sinh đôi                                          | Hà Hữu Nghiêm               |                     |       | [ 8 ] |
| 1978 | Khơi nguồn nước                                             | Hà Hữu Nghiêm               |                     |       | [ 8 ] |
| 1978 | Những tuyến đường hôm nay                                   |                             |                     |       |       |
| 1978 | Nạn lụt năm 1978 ở đồng bằng sông Cửu Long                  |                             |                     |       |       |
| 1978 | Gò Công đất mặn                                             |                             |                     |       |       |
| 1978 | An Giang đầu nguồn châu thổ                                 |                             | Mai Văn Tạo         |       |       |
| 1978 | Biển bạc                                                    | Huỳnh Ngọc Trai             |                     |       | [ 7 ] |
| 1978 | Đồng chí Lê Duẩn thăm hai tỉnh Đắc Lắc và Gia Lai - Kon Tum |                             |                     |       |       |
| 1978 | Về quê Nguyễn Đình Chiểu                                    |                             |                     |       |       |
| 1978 | Về Dương Minh Châu                                          | Huỳnh Ngọc Trai             |                     |       | [ 7 ] |
| 1978 | Trách nhiệm và tình thương                                  |                             |                     |       |       |
| 1978 | Qua cơn vật vã                                              | Nguyễn Ngọc Hiến            |                     |       |       |
| 1979 | Bên những tháp Chàm cổ                                      |                             |                     | [ d ] |       |
| 1979 | Vì tuyến đầu Tổ Quốc                                        |                             |                     |       |       |
| 1979 | Tết Chôn-chơ-nam Thơ-mây trở lại trên đất nước Campuchia    |                             |                     |       |       |
| 1979 | Con đường mới của những làng quê                            | Hà Hữu Nghiêm               |                     |       |       |
| 1979 | Kẻ thù của chúng ta                                         |                             |                     |       |       |
| 1979 | Khăn quàng đỏ                                               |                             |                     |       |       |
| 1979 | Chuyện kể từ đất Ăng-Co                                     |                             |                     |       |       |
| 1979 | Mãi mãi bên Người                                           |                             |                     |       |       |
| 1979 | Nhìn lại Côn Đảo                                            |                             | Hoàng Phủ Ngọc Nhan |       |       |
| 1979 | Đàn đá Khánh Sơn                                            |                             |                     |       |       |

### Phim điện ảnh
| Năm  | Tựa đề                    | Đạo diễn             | Biên kịch       | Chú | Nguồn |
| ---- | ------------------------- | -------------------- | --------------- | --- | ----- |
| 1976 | Cô Nhíp                   | Khương Mễ            | Nguyễn Trí Việt |     |       |
| 1976 | Ngày tàn của Bạo Chúa     | Vũ Sơn; Chi Lăng     |                 |     |       |
| 1977 | Địa chỉ để lại            | Mai Lộc              |                 |     |       |
| 1977 | Giữa hai làn nước         | Lam Sơn              |                 |     |       |
| 1977 | Bình minh xôn xao         | Ngọc Trung; Long Vân |                 |     |       |
| 1977 | Kỷ niệm vùng ven          | Lê Hoàng Hoa         |                 |     |       |
| 1978 | Mùa gió Chướng            | Hồng Sến             |                 |     |       |
| 1978 | Bản nhạc người tù         | Lam Sơn              |                 |     |       |
| 1978 | Cánh đồng ước mơ          | Lê Dân, Lâm Mộc Khôn |                 |     |       |
| 1978 | Những người bạn quanh tôi | Lâm Mộc Khôn         |                 |     |       |
| 1978 | Tình đất Củ Chi           | Mai Lộc              | Lê Văn Duy      |     |       |
| 1979 | Cánh đồng hoang           | Hồng Sến             |                 |     |       |
| 1979 | Đám cưới chạy tang        | Lam Sơn              |                 |     |       |
| 1979 | Trang giấy mới            | Lê Dân               |                 |     |       |
| 1979 | Như thế là tội ác         | Huy Thành            |                 |     |       |

### Phim hoạt hình
| Năm  | Tựa đề                          | Đạo diễn      | Biên kịch | Nguồn  |
| ---- | ------------------------------- | ------------- | --------- | ------ |
| 1976 | Cây chuối đẹp nhất              | Nguyễn Vi     |           | [ 9 ]  |
| 1977 | Hành động mưu trí               | Thanh Long    |           |        |
| 1977 | Mẹ bằng lòng                    | Vỹ Nguyên     |           | [ 9 ]  |
| 1978 | Gấu con biết lỗi                |               |           |        |
| 1978 | Em bé và chiếc gương            | Trương Qua    |           | [ 9 ]  |
| 1978 | Cốc và cò                       | Hồ Đắc Vũ     |           | [ 10 ] |
| 1978 | Con Heo đất                     | Kha Thùy Châu |           | [ 9 ]  |
| 1978 | 3 chú dê con                    | Nguyễn Vi     |           | [ 9 ]  |
| 1979 | Bạn thân yêu                    |               |           |        |
| 1979 | Chú nghé và cây non             |               |           |        |
| 1979 | Dòng sông Hơ Men (H'Men)        | Kha Thùy Châu |           | [ 9 ]  |
| 1979 | Đúng như vậy                    | Hồ Đắc Vũ     |           | [ 9 ]  |
| 1979 | Hiệp sĩ tí hon và chú công nhân | Nguyễn Vi     |           | [ 9 ]  |

## Thập niên 1980

### Điện ảnh / Video
| Năm  | Tựa đề                                | Phân loại  | Đạo diễn                         | Biên kịch                   | Chú thích                              |
| ---- | ------------------------------------- | ---------- | -------------------------------- | --------------------------- | -------------------------------------- |
| 1980 | Ngọn lửa Krông Jung                   | Điện ảnh   | Lê Hoàng Hoa                     | Phạm Tường Hạnh; Sâm Thương | Phim cuối cùng của Xưởng phim tổng hợp |
| 1980 | Nắng đỏ                               | Điện ảnh   |                                  |                             |                                        |
| 1980 | Cư xá mầu xanh                        | Điện ảnh   | Huy Thành                        |                             |                                        |
| 1980 | Lê Thị Hồng Gấm                       | Điện ảnh   | Huy Thành                        |                             | Dựa theo: Lê Thị Hồng Gấm              |
| 1980 | Chiếc vòng bạc                        | Điện ảnh   | Bùi Sơn Duân                     |                             | (có nguồn ghi 1982)                    |
| 1980 | Thuyền trưởng                         | Điện ảnh   | Khương Minh Tuyền                |                             |                                        |
| 1980 | Đêm nước rong                         | Điện ảnh   | Khương Minh Tuyền                |                             |                                        |
| 1980 | Đường dây (lên) Côn Đảo               | Điện ảnh   | Lam Sơn (Bùi Sơn Duân)           |                             |                                        |
| 1980 | Đứa con bị từ chối                    | Điện ảnh   | Lê Dân                           |                             |                                        |
| 1981 | Vùng gió xoáy                         | Điện ảnh   | Hồng Sến                         |                             |                                        |
| 1981 | Tiếng đàn                             | Điện ảnh   | Lam Sơn                          |                             |                                        |
| 1981 | Con mèo nhung                         | Điện ảnh   | Lê Dân                           | Phạm Thùy Nhân              |                                        |
| 1981 | Phượng                                | Điện ảnh   |                                  |                             |                                        |
| 1981 | Về nơi gió cát                        | Điện ảnh   | Huy Thành                        |                             |                                        |
| 1982 | Hạnh phúc quanh đây                   | Điện ảnh   |                                  |                             |                                        |
| 1982 | Kẻ cô đơn                             | Điện ảnh   | Khương Minh Tuyền                |                             |                                        |
| 1982 | Người không mang súng                 | Điện ảnh   | Lê Văn Duy                       |                             |                                        |
| 1982 | Đàn chim và cơn bão                   | Điện ảnh   | Cao Thụy                         |                             |                                        |
| 1982 | Hòn Đất - Tập 1 + Tập 2               | Điện ảnh   | Hồng Sến                         |                             |                                        |
| 1982 | Ván bài lật ngửa - Tập 1              | Điện ảnh   | Khôi Nguyên                      |                             |                                        |
| 1983 | Ván bài lật ngửa - Tập 2              | Điện ảnh   | Khôi Nguyên                      |                             |                                        |
| 1983 | Xa và gần - tập 1 + tập 2             | Điện ảnh   | Huy Thành                        | Huy Thành; Nguyễn Mạnh Tuấn | Dựa theo: Những khoảnh khắc còn lại    |
| 1983 | Tiếng sóng                            | Điện ảnh   | Lê Dân                           | Phạm Thùy Nhân              |                                        |
| 1983 | Còn lại một mình                      | Điện ảnh   | Hồng Sến                         |                             |                                        |
| 1984 | Ván bài lật ngửa - Tập 3              | Điện ảnh   | Khôi Nguyên                      |                             | (năm theo Viện phim VN)                |
| 1984 | Hoa cát                               | Điện ảnh   | Lê Văn Duy                       |                             |                                        |
| 1984 | Cho đến bao giờ                       | Điện ảnh   | Huy Thành                        |                             |                                        |
| 1984 | Chuyện của Tuấn                       | Điện ảnh   | Cao Thụy                         |                             |                                        |
| 1984 | Những ngày tháng êm ả                 | Điện ảnh   | Xuân Thành                       |                             |                                        |
| 1985 | Cơn lốc biển                          | Điện ảnh   | Nguyễn Khắc Lợi                  |                             |                                        |
| 1985 | Lối rẽ trái trên đường mòn            | Điện ảnh   | Huy Thành                        |                             |                                        |
| 1985 | Hai cũ / Ông Hai cũ                   | Điện ảnh   | Lam Sơn                          |                             |                                        |
| 1985 | Bão U Minh                            | Điện ảnh   | Lâm Mộc Khôn                     |                             |                                        |
| 1985 | Khoảng vượt                           | Điện ảnh   | Lê Văn Duy                       |                             |                                        |
| 1985 | Con thú tật nguyền                    | Điện ảnh   | Hồ Quang Minh                    |                             |                                        |
| 1985 | Ván bài lật ngửa - Tập 4              | Điện ảnh   | Khôi Nguyên                      |                             | (năm theo Viện phim VN)                |
| 1985 | Ván bài lật ngửa - Tập 5              | Điện ảnh   | Khôi Nguyên                      |                             |                                        |
| 1986 | Ván bài lật ngửa - Tập 6              | Điện ảnh   | Khôi Nguyên                      |                             |                                        |
| 1986 | Ván bài lật ngửa - Tập 7              | Điện ảnh   | Khôi Nguyên                      |                             | (năm theo Viện phim VN)                |
| 1986 | Cầu Rạch Chiếc                        | Điện ảnh   | Lê Mộng Hoàng                    |                             |                                        |
| 1986 | Mùa nước nổi                          | Điện ảnh   | Nguyễn Hồng Sến                  |                             |                                        |
| 1986 | Trên lưng ngựa                        | Điện ảnh   |                                  |                             |                                        |
| 1986 | Bài hát đâu chỉ là nốt nhạc           | Điện ảnh   | Nguyễn Xuân Thành                |                             |                                        |
| 1986 | Nơi bình yên chim hót                 | Điện ảnh   | Việt Linh                        |                             |                                        |
| 1986 | Đất lạ                                | Điện ảnh   | Huy Thành                        |                             |                                        |
| 1987 | Ngỡ ngàng                             | Điện ảnh   | Khương Minh Tuyền (Lâm Mộc Khôn) |                             |                                        |
| 1987 | Thành phố có người                    | Điện ảnh   | Huy Thành                        |                             |                                        |
| 1987 | Giai điệu xanh                        | Điện ảnh   | Lê Dân                           |                             |                                        |
| 1987 | Phiên tòa cần Chánh án                | Điện ảnh   | Việt Linh                        |                             |                                        |
| 1987 | Ngoại ô                               | Điện ảnh   | Lê Văn Duy                       |                             |                                        |
| 1987 | Tô Hiến Thành xử án                   | Tuồng      |                                  |                             |                                        |
| 1987 | Truyền thuyết Mị Châu - Trọng Thủy    | Tuồng      |                                  |                             | [ 11 ]                                 |
| 1987 | Con gái ông Thứ trưởng                | Điện ảnh   | Lam Sơn / Nguyễn Xuân Cường      |                             |                                        |
| 1987 | Ván bài lật ngửa - Tập 8              | Điện ảnh   | Khôi Nguyên                      |                             |                                        |
| 1988 | Cao nguyên F-101 (Tập 1 + Tập 2)      | Điện ảnh   | Khôi Nguyên                      |                             | [ 12 ]                                 |
| 1988 | Nhiệm vụ Hoa hồng                     | Điện ảnh   | Hồng Sến                         | Nguyễn Khắc Phục            |                                        |
| 1988 | Biển bờ                               | Điện ảnh   | Lam Sơn                          |                             |                                        |
| 1988 | Biệt thự Hoài Thu                     | Điện ảnh   | Nguyễn Xuân Cường (Xuân Cường)   |                             |                                        |
| 1988 | Gánh xiếc rong                        | Điện ảnh   | Việt Linh                        | Phạm Thùy Nhân              |                                        |
| 1988 | Hai chị em                            | Điện ảnh   | Lê Dân                           |                             |                                        |
| 1988 | Người trong cuộc                      | Điện ảnh   | Thế Anh                          | Mường Mán                   |                                        |
| 1988 | Bàn thờ tổ của một cô đào             | Kịch       |                                  |                             |                                        |
| 1988 | Vết nhơ                               | Điện ảnh   | Lê Dũng                          |                             |                                        |
| 1988 | Về đời                                | Điện ảnh   | Huy Thành                        |                             |                                        |
| 1989 | Lửa cháy thành Đại La                 | Phim video | Lam Sơn                          |                             |                                        |
| 1989 | Bóng đen trên mái nhà                 | Điện ảnh   | Đoàn Quốc; Huy Thành             |                             |                                        |
| 1989 | Người tìm vàng                        | Điện ảnh   | Đào Bá Sơn                       |                             |                                        |
| 1989 | Có một tình yêu như thế               | Điện ảnh   | Lê Hữu Lương                     |                             |                                        |
| 1989 | Điệp khúc hy vọng                     | Điện ảnh   | Hồng Sến                         |                             |                                        |
| 1989 | Tất cả cùng say                       | Điện ảnh   | Nguyễn Xuân Cường                |                             |                                        |
| 1989 | Đằng sau một số phận - Tập 1: Số phận | Điện ảnh   | Lê Hoàng Hoa (Khôi Nguyên)       |                             |                                        |

### Hoạt hình
| Năm  | Tựa đề                         | Đạo diễn            | Biên kịch | Chú thích                     |
| ---- | ------------------------------ | ------------------- | --------- | ----------------------------- |
| 1980 | Dế mèn phiêu lưu ký (4 tập)    | Trương Qua          |           | Dựa theo: Dế mèn phiêu lưu ký |
| 1980 | Học làm tổ                     |                     |           |                               |
| 1980 | Chú diều cánh biếc             | Nguyễn Vi           |           |                               |
| 1980 | Vua hổ                         | Phạm Văn Châu       |           |                               |
| 1980 | Bé rơm                         | Song An             |           |                               |
| 1980 | Chú rùa và toa xe              |                     |           |                               |
| 1981 | Ai là bạn tốt (Đi tìm bạn tốt) | Kha Thùy Chân       |           |                               |
| 1981 | Bộ lông rực rỡ                 |                     |           |                               |
| 1981 | Khi Sáo xa đàn                 |                     |           |                               |
| 1981 | Tai thỏ miệng ếch              | Nguyễn Vi           |           |                               |
| 1981 | Ò...ó...o                      | Long An             |           |                               |
| 1982 | Em bé và rồng con              |                     |           |                               |
| 1982 | Bé lười và con mèo             |                     |           |                               |
| 1982 | Chú thiên nga đốm              | Phạm Văn Châu       |           |                               |
| 1982 | Voi con làm xiếc               | Hồ Đắc Vũ           |           |                               |
| 1982 | Ba con nhím                    |                     |           |                               |
| 1982 | Ngôi đền giữa biển             | Mai Phương          |           |                               |
| 1982 | Cá chép ngắm trăng             | Thanh Lương         |           |                               |
| 1983 | Câu hỏi bất ngờ                |                     |           |                               |
| 1983 | Điệu múa con công              |                     |           |                               |
| 1983 | Giọt nắng của đêm              | Hồ Đắc Vũ           |           |                               |
| 1983 | Kiến đỏ                        | Nguyễn Hữu Hồng     |           |                               |
| 1983 | Quả bóng thân yêu              | Phạm Văn Châu       |           |                               |
| 1983 | Món quà quý nhất               | Thanh Lương         |           |                               |
| 1984 | Đam San                        | Trương Qua          |           | Theo: Đam San                 |
| 1984 | Ngôi sao bướng bỉnh            | Hồ Đắc Vũ           |           |                               |
| 1984 | Ve và kiến                     | Hồ Đắc Vũ           |           |                               |
| 1984 | Niềm kiêu hãnh đáng sợ         | Nguyễn Vi Hồ Đắc Vũ |           |                               |
| 1984 | Cây đàn kỳ diệu                | Phạm Văn Châu       |           |                               |
| 1985 | Mèo sa xuống giếng             | Hồ Đắc Vũ           |           |                               |
| 1985 | Mẹ vịt, con vịt                | Nguyễn Vi           |           |                               |
| 1985 | Cái nồi                        | Nguyễn Vi           |           |                               |
| 1985 | Chú voi con                    | Nguyễn Hữu Hồng     |           |                               |
| 1986 | Chú nhím con                   | Hồ Đắc Vũ           |           |                               |
| 1986 | Bí mật dưới đáy hồ             | Hồ Đắc Vũ           |           |                               |
| 1986 | Cô mèo tam thể                 | Phạm Văn Châu       |           |                               |
| 1986 | Cái vỏ chuối                   | Nguyễn Hữu Hồng     |           |                               |
| 1986 | Kẻ xa lạ                       | Trương Qua          |           |                               |
| 1986 | Sáng                           |                     |           |                               |
| 1987 | Ếch cốm                        | Trương Qua          |           |                               |
| 1987 | Chiếc ô bè bạn                 | Hải Nguyên          |           |                               |
| 1987 | Cánh cò                        | Nguyễn Tài          |           |                               |
| 1987 | Mượn oai hùm                   | Hồ Đắc Vũ           |           |                               |
| 1988 | Cánh buồm xanh                 | Hồ Đắc Vũ           |           |                               |
| 1988 | Lời dặn                        | Nguyễn Tài          |           |                               |
| 1988 | Cầu vồng hóa đá                | Trương Qua          |           |                               |
| 1988 | Suối con lìa nguồn             | Trương Qua          |           |                               |
| 1988 | Tiếng hót chim họa mi          | Hải Nguyên          |           |                               |
| 1989 | Lửa và Đại bàng                | Trương Qua          |           |                               |
| 1989 | Con mèo đi guốc                |                     |           |                               |
| 1989 | Mồ hôi kim cương               |                     |           |                               |

### Phim tài liệu
Phim tài liệu : Chủ tịch Hội đồng Nhà nước Trường Chinh thăm hai tỉnh Bến Tre và Tiền Giang (không rõ năm sản xuất)
| Năm  | Tựa đề                                        | Đạo diễn        | Biên kịch | Chú thích                                              |
| ---- | --------------------------------------------- | --------------- | --------- | ------------------------------------------------------ |
| 1981 | Một tiềm năng của thành phố                   |                 |           |                                                        |
| 1981 | Phẫu thuật tạo hình                           | Trần Anh Trà    |           |                                                        |
| 1981 | Hồ bên núi                                    | Huỳnh Ngọc Trai |           |                                                        |
| 1981 | Một hướng đi                                  |                 |           |                                                        |
| 1981 | Sống với quê hương                            |                 |           |                                                        |
| 1982 | Qua đảo Long Sơn                              | Trần Anh Trà    |           |                                                        |
| 1982 | Người Chăm Việt Nam                           |                 |           |                                                        |
| 1982 | Sài Gòn thử thách                             |                 |           |                                                        |
| 1982 | Tấc đất                                       |                 |           |                                                        |
| 1982 | Người và rắn                                  |                 |           |                                                        |
| 1982 | Tây Ninh miền đất đỏ                          |                 |           |                                                        |
| 1982 | Hậu Giang những mùa vàng                      |                 |           |                                                        |
| 1983 | Hồ bên núi (Tập II: Sức trẻ trên công trường) |                 |           |                                                        |
| 1983 | Đừng quên tôi                                 |                 |           |                                                        |
| 1984 | Phú Lợi Thượng                                |                 |           |                                                        |
| 1984 | Nhớ một mùa hè                                |                 |           |                                                        |
| 1984 | Người công giáo huyện Thống Nhất              | Trần Anh Trà    | Văn Lê    |                                                        |
| 1984 | Duyên hải miền đất cuối sông                  |                 |           |                                                        |
| 1984 | Vùng lụa                                      |                 |           |                                                        |
| 1984 | Chúng tôi thôi ăn những khu rừng              |                 |           | Hợp tác: Xí nghiệp phim Tài liệu & Khoa học Trung ương |
| 1984 | Ở một vùng đất khó                            |                 |           |                                                        |
| 1984 | Đua ghe ngo                                   |                 |           |                                                        |
| 1984 | Vườn đất Tiền Giang                           |                 |           |                                                        |
| 1984 | Đà Lạt                                        |                 |           |                                                        |
| 1985 | Trên tầm cao cây xanh                         |                 |           |                                                        |
| 1985 | Thành phố buổi bình minh                      |                 |           |                                                        |
| 1985 | Nghề chạm gỗ Long An                          |                 |           |                                                        |
| 1985 | Làng biển Bình Thắng                          |                 |           |                                                        |
| 1985 | Vành đai trắng, vành đai xanh                 |                 |           |                                                        |
| 1985 | Campuchia không quên                          |                 |           |                                                        |
| 1985 | Bên ngã tư Bảy Hiền                           |                 |           |                                                        |
| 1985 | Chợ tháng tư                                  |                 |           |                                                        |
| 1986 | Con tôm                                       |                 |           |                                                        |
| 1986 | Đất cù lao                                    |                 |           |                                                        |
| 1986 | Đất Phú Tân                                   |                 |           |                                                        |
| 1986 | Dưới lòng thành phố                           |                 |           |                                                        |
| 1986 | Mãi mãi nhớ các anh                           |                 |           |                                                        |
| 1986 | Thành phố của mỗi chúng ta                    |                 |           |                                                        |
| 1986 | Người X'Tiêng                                 | Trần Anh Trà    | Văn Lê    |                                                        |
| 1987 | Má Mười Tân Trụ                               |                 | Văn Lê    |                                                        |
| 1987 | Con đường Duyên Hải                           |                 |           |                                                        |
| 1987 | Giả và thật                                   |                 |           |                                                        |
| 1987 | Nước                                          |                 |           |                                                        |
| 1987 | Quần đảo hải tặc                              | Hà Hữu Nghiêm   |           |                                                        |
| 1987 | Tìm lại nàng Sita                             |                 | Văn Lê    |                                                        |
| 1987 | Văn hoá các dân tộc Việt Nam                  |                 |           |                                                        |
| 1988 | Chân dung một anh hùng                        |                 |           |                                                        |
| 1988 | Hiện tượng không bình thường                  |                 |           |                                                        |
| 1988 | Vượt lên tháng ngày                           |                 |           |                                                        |
| 1988 | Chuyện của lương tâm                          |                 |           |                                                        |

## Thập niên 1990

### Phim tài liệu
| Năm  | Tựa đề                          | Đạo diễn    | Biên kịch | Ghi chú                                        |
| ---- | ------------------------------- | ----------- | --------- | ---------------------------------------------- |
| 1990 | Tật nguyền                      |             |           |                                                |
| 1990 | Cất cảnh                        |             |           |                                                |
| 1992 | Cái bến                         | Lê Chí Thụy |           |                                                |
| 1992 | Kiếp tằm                        |             |           |                                                |
| 1992 | Tượng nhà mồ                    |             |           |                                                |
| 1993 | Đồng ruộng đổi thay             |             |           |                                                |
| 1993 | Thiện và ác                     | Văn Lê      | Văn Lê    |                                                |
| 1993 | Làng nổi Trị An                 |             |           |                                                |
| 1993 | Hát ru                          |             |           |                                                |
| 1994 | Khan J'rai (Khan Gia-rai)       | Văn Lê      |           |                                                |
| 1995 | Xóm nhỏ ngoại ô                 |             |           |                                                |
| 1995 | Lớp trẻ                         | Văn Lê      |           |                                                |
| 1995 | Thời lãng quên đáng nhớ (2 tập) | Văn Lê      | Văn Lê    | Tài liệu Video Hợp tác: Bảo tàng Phụ nữ Nam Bộ |
| 1997 | Con trâu                        |             |           |                                                |
| 1997 | Niềm vinh quang lặng lẽ         | Văn Lê      |           |                                                |
| 1998 | Yến và người                    | Văn Lê      | Văn Lê    |                                                |
| 1998 | Từ một bức ảnh                  | Văn Lê      | Văn Lê    |                                                |
| 1999 | Dòng máu                        |             |           |                                                |
| 1999 | Sài Gòn Xuân 68                 | Văn Lê      | Văn Lê    | Hợp tác: NHK                                   |

### Điện ảnh / Video
| Năm  | Tựa đề                                                          | Phân loại  | Đạo diễn              | Biên kịch                   | Ghi chú                                       |
| ---- | --------------------------------------------------------------- | ---------- | --------------------- | --------------------------- | --------------------------------------------- |
| 1990 | Tôi với em                                                      | Điện ảnh   | Xuân Cường            |                             |                                               |
| 1990 | Phía sau cuộc chiến                                             | Điện ảnh   | Huy Thành             | Huy Thành                   | Hợp tác: Công ty Điện ảnh Quảng Nam - Đà Nẵng |
| 1990 | Chiến trường chia nửa vầng trăng                                | Điện ảnh   | Hồng Sến              | Nguyễn Khắc Phục            |                                               |
| 1990 | Tuổi thơ dữ dộiTập 1: Huế năm 1962 Tập 2: Bản nhạc viết trên lá | Phim video | Nguyễn Vinh Sơn       | Nguyễn Vinh Sơn, Phùng Quán |                                               |
| 1990 | Đằng sau một số phận Tập 2: Điệp vụ Tập 3: Khép kín             | Phim video | Lê Hoàng Hoa          | Võ Duy Linh                 |                                               |
| 1990 | Chuyến đi người mẹ                                              | Điện ảnh   | Lê Dũng               | Dạ Ngân                     |                                               |
| 1990 | Xương rồng đen                                                  | Điện ảnh   | Lê Dân                | Phạm Thùy Nhân              |                                               |
| 1991 | Tây Sơn hiệp khách (2 tập)                                      | Phim video | Lê Hoàng Hoa          | Lê Hoàng Khải               |                                               |
| 1991 | Vị đắng tình yêu (2 tập)                                        | Phim video | Lê Xuân Hoàng         | Lê Hoàng, Việt Linh         | Hợp tác: Aumovisco                            |
| 1991 | Trang giấy trắng                                                | Điện ảnh   | Hồ Quang Minh         | Hồ Quang Minh, Ngụy Ngữ     |                                               |
| 1992 | Những đứa con của thần linh                                     | Điện ảnh   | Đào Bá Sơn            | Vân Sơn, Văn Lê             |                                               |
| 1992 | Dấu ấn của quỷ                                                  | Điện ảnh   | Việt Linh             | Phạm Thùy Nhân              |                                               |
| 1992 | Lương tâm bé bỏng                                               | Điện ảnh   | Lê Hoàng              | Lê Hoàng                    |                                               |
| 1992 | Vua lửa                                                         | Điện ảnh   | Huy Thành             | Văn Lê                      |                                               |
| 1992 | Vĩnh biệt mùa hè                                                | Điện ảnh   | Lê Hoàng Hoa          | Lê Hoàng Hoa                | Hợp tác: Hãng phim Trẻ                        |
| 1993 | Đoạn cuối thiên đường                                           | Phim video | Hồng Sến              | Phạm Thùy Nhân              |                                               |
| 1993 | Cô bé mộng mơ                                                   | Phim video | Hồ Ngọc Xum           | Phạm Thùy Nhân              |                                               |
| 1993 | Trên cả hận thù                                                 | Phim video | Lê Cung Bắc           | Phạm Thùy Nhân              |                                               |
| 1994 | Về trong sương mù                                               | Phim video | Hồ Quang Minh         | Phạm Thùy Nhân              |                                               |
| 1994 | Ta tắm ao ta                                                    | Phim video | Lê Cung Bắc           | Phạm Thùy Nhân              |                                               |
| 1994 | Giọt lệ chưa khô                                                | Phim video | Lê Cung Bắc           | Phạm Thùy Nhân              |                                               |
| 1994 | Nhịp đập trái tim                                               | Điện ảnh   | Lê Cung Bắc           | Phạm Thùy Nhân              |                                               |
| 1994 | Mảnh đất tình đời                                               | Điện ảnh   | Nguyễn Vinh Sơn       | Phạm Thùy Nhân              |                                               |
| 1994 | Em và Michael Jackson                                           | Điện ảnh   | Lưu Huỳnh             |                             |                                               |
| 1995 | Biệt ly trắng                                                   | Điện ảnh   | Đào Bá Sơn            | Trầm Hương                  |                                               |
| 1995 | Lời thề                                                         | Điện ảnh   | NguyễnTường Phương    | Trầm Hương                  | [ 19 ]                                        |
| 1995 | Lưỡi dao                                                        | Điện ảnh   | Lê Hoàng              | Nguyễn Hồ                   |                                               |
| 1995 | Xích lô                                                         | Điện ảnh   | Trần Anh Hùng         | Trần Anh Hùng               | Hợp tác: Salon Films Studio                   |
| 1995 | Trái tim người mẹ                                               | Phim video | Lê Hữu Lương          | Phạm Thùy Nhân              |                                               |
| 1996 | Tiếng hú nơi hoang dã                                           | Phim video | Trần Ngọc Phong       | Phạm Thùy Nhân              |                                               |
| 1996 | Người đàn bà không con                                          | Điện ảnh   | Bùi Cường             | Trịnh Thanh Nhã, Bùi Cường  |                                               |
| 1996 | Ai xuôi vạn lý                                                  | Điện ảnh   | Lê Hoàng              | Ngụy Ngữ, Nguyễn Thiên Đỉnh |                                               |
| 1996 | Bụi hồng                                                        | Điện ảnh   | Hồ Quang Minh         | Ngụy Ngữ                    |                                               |
| 1997 | Bóng đêm cuộc tình                                              | Phim video | Hai Nhất              | Phạm Thùy Nhân              |                                               |
| 1997 | Hạ sĩ quan                                                      | Điện ảnh   | Lê Dũng (Lê Chí Dũng) | Ung Ngọc Trí                |                                               |
| 1997 | Nước mắt muộn màng                                              | Điện ảnh   | Xuân Cường            |                             |                                               |
| 1997 | Tổ quốc tiếng gà trưa                                           | Điện ảnh   | Huy Thành             | Nguyễn Quang Sáng           |                                               |
| 1998 | Chung cư                                                        | Điện ảnh   | Việt Linh             | Việt Linh                   |                                               |
| 1998 | Hải Nguyệt                                                      | Điện ảnh   | Trần Mỹ Hà            | Ngụy Ngữ, Minh Ngọc         |                                               |
| 1999 | Trận đấu cuối cùng                                              | Điện ảnh   | Trần Ngọc Phong       | Trịnh Thanh Nhã             |                                               |
| 1999 | Chuyện ở quê tôi                                                | Phim video | Đào Bá Sơn            | Cao Thụy, Đặng Thư Cưu      |                                               |
| 1999 | Ba mùa                                                          | Điện ảnh   | Timothy Linh Bùi      |                             | Hợp tác: Open City Films                      |

### Hoạt hình
| Năm  | Tựa đề               | Đạo diễn  | Biên kịch | Ghi chú                             |
| ---- | -------------------- | --------- | --------- | ----------------------------------- |
| 1991 | Cầu vồng hóa đá      |           |           |                                     |
| 1991 | Vì sao hoa Phượng nở |           |           |                                     |
| 1992 | Dã tràng             |           |           |                                     |
| 1992 | Nàng tóc thơm        |           |           |                                     |
| 1992 | Tiếng gà gọi nắng    |           |           |                                     |
| 1993 | Sự tích con chó nhà  |           |           |                                     |
| 1994 | Con gà què           |           |           |                                     |
| 1996 | Con ong cái kiến     | Minh Uyến | Bình Ca   | Dựa theo các truyện ngắn của Lý Lan |
| 1999 | Cú mèo               |           |           |                                     |

## Thập niên 2000

### Điện ảnh / video / dài tập
| Năm  | Tựa đề                    | Phân loại                            | Đạo diễn                         | Biên kịch                                                      | Chú thích                                      |
| ---- | ------------------------- | ------------------------------------ | -------------------------------- | -------------------------------------------------------------- | ---------------------------------------------- |
| 2000 | Chuyện ở quê tôi          | Video                                | Đào Bá Sơn                       |                                                                | [ 21 ]                                         |
| 2000 | Chiếc chìa khóa vàng      | Điện ảnh                             | Lê Hoàng                         |                                                                |                                                |
| 2000 | Ba người đàn ông          | Điện ảnh                             | Trần Ngọc Phong                  | Việt Linh                                                      |                                                |
| 2000 | Cấp cứu                   | Điện ảnh                             | Phạm Ngọc Châu                   | Phạm Thùy Nhân                                                 |                                                |
| 2000 | Đối thủ                   | Phim video                           | Hồng Ngân                        | Hồng Ngân                                                      | Hợp tác: TFS                                   |
| 2001 | Nước mắt thơ ngây         | Phim video                           | Xuân Cường                       | Hoàng Dũng, Triệu vũ                                           |                                                |
| 2001 | Bão rừng                  | Phim video                           | Trần Ngọc Phong                  | Phạm Thùy Nhân                                                 |                                                |
| 2002 | Mê Thảo thời vang bóng    | Điện ảnh                             | Việt Linh                        | Phạm Thùy Nhân                                                 |                                                |
| 2002 | Người đàn bà không hóa đá | Điện ảnh                             | Đào Bá Sơn                       | Châu Thổ                                                       |                                                |
| 2002 | Người Mỹ trầm lặng        | Điện ảnh                             | Phillip Noyce                    | Christopher Hampton; Robert Schenkkan                          | Hỗ trợ sản xuất                                |
| 2002 | Biển đợi                  | Điện ảnh                             | Trần Ngọc Phong                  |                                                                |                                                |
| 2003 | U14 đội bóng trong mơ     | Điện ảnh                             | Lâm Lê Dũng                      |                                                                |                                                |
| 2003 | Gái nhảy                  | Điện ảnh                             | Lê Hoàng                         | Lê Hoàng + Ngụy Ngữ                                            |                                                |
| 2003 | Một thời ngang dọc        | Dài tập                              | Xuân Cường                       | Phạm Thùy Nhân                                                 | Hợp tác: Truyền hình Bình Dương + VTV3         |
| 2004 | Chim phí bay về cội nguồn | Phim video                           | Đặng Lưu Việt Bảo                |                                                                | Đặt hàng: Cục điện ảnh                         |
| 2004 | Mùa len trâu              | Điện ảnh                             | Nguyễn Võ Nghiêm Minh            | Nguyễn Võ Nghiêm Minh                                          |                                                |
| 2004 | Lọ lem hè phố             | Điện ảnh                             | Lê Hoàng                         |                                                                |                                                |
| 2004 | Thời xa vắng              | Điện ảnh                             | Hồ Quang Minh                    | Hồ Quang Minh                                                  |                                                |
| 2004 | Tiếng dương cầm trong mưa | Điện ảnh                             | Lê Hữu Lương                     |                                                                | Phim đ.a sx đầu tiên của hãng 2004             |
| 2004 | Lấy vợ Sài Gòn            | Điện ảnh                             | Trương Dũng                      |                                                                |                                                |
| 2005 | Gió thiên đường           | Điện ảnh                             | Lâm Lê Dũng                      | Trần Thùy Mai (kiêm nguyên tác)                                | Tên khác: "Yêu ơi, chào mi" và "Ngày tình yêu" |
| 2005 | Hồn chiêng                | Phim video Đặt hàng của Cục điện ảnh | Trần Trung Dũng                  |                                                                | [ 27 ]                                         |
| 2005 | Những đứa con của núi     | Phim video Đặt hàng của Cục điện ảnh | Đặng Lưu Việt Bảo                |                                                                | [ 28 ] [ 27 ]                                  |
| 2005 | Trở về với điệu Lăm Thôn  | Phim video Đặt hàng của Cục điện ảnh | Trần Ngọc Phong; Dương Lan Hương |                                                                | [ 29 ] [ 27 ]                                  |
| 2005 | Giải phóng Sài Gòn        | Điện ảnh                             | Long Vân                         | Hoàng Hà; Long Vân; Nguyễn Trần Thiết; Lê Văn Thực; Vũ Văn Nha |                                                |
| 2006 | Cú đấm                    | Điện ảnh                             | Phạm Ngọc Châu                   | Phạm Ngọc Châu                                                 | (tựa đề cũ: Thạch Thảo)                        |
| 2007 | Chuyện tình Sài Gòn       | Điện ảnh                             | Lê Quang Vinh                    |                                                                | Sản phẩm của: Celluloid Dragon Pictures        |
| 2007 | Chuông reo là bắn         | Điện ảnh                             | Trương Dũng                      |                                                                |                                                |
| 2007 | Giá mua một thượng đế     | Điện ảnh                             | Hồ Ngọc Xum                      | Châu Thổ                                                       |                                                |
| 2007 | Trăng nơi đáy giếng       | Điện ảnh                             | Nguyễn Vinh Sơn                  | Châu Thổ                                                       | nguyên tác: Trần Thùy Mai                      |
| 2008 | Cây Bản mệnh              | Phim Video                           | Trần Ngọc Phong                  | Huỳnh Văn Nhị                                                  |                                                |
| 2008 | Con đường sáng            | Phim Video                           | Đặng Thái Thụy                   | Đặng Thái Thụy                                                 |                                                |
| 2008 | Hồn thiêng xứ núi         | Phim Video                           | Đặng Việt Bảo                    |                                                                |                                                |
| 2009 | Bức họa tình yêu          | Phim video                           | Hồ Ngọc Xum                      | Ngọc Tâm                                                       |                                                |
| 2009 | Đẹp từng centimet         | Điện ảnh                             | Vũ Ngọc Đãng                     | Vũ Ngọc Đãng                                                   | Hợp tác: Hãng phim Việt; Hãng phim Phương Nam  |

### Hoạt hình
| Năm  | Tựa đề                    | Đạo diễn       | Biên kịch         | Chú thích |
| ---- | ------------------------- | -------------- | ----------------- | --------- |
| 2008 | Truyền thuyết dòng Darơga | Bắc Hà         | Bắc Hà            |           |
| 2009 | Thỏ và Rùa                | Huỳnh Vĩnh Sơn | Huyền Vũ; Mỹ Linh |           |

## Thập niên 2010
| Năm  | Tựa đề                | Phân loại     | Đạo diễn          | Kịch bản               | Ghi chú                           |
| ---- | --------------------- | ------------- | ----------------- | ---------------------- | --------------------------------- |
| 2010 | Không cân sức         | Điện ảnh      | Trần Ngọc Phong   | Nguyễn Mạnh Tuấn       |                                   |
| 2010 | Về đất Thăng Long     | Điện ảnh      | Trần Ngọc Phong   | Phạm Thùy Nhân         | Hợp tác: MT Pictures + HTV        |
| 2010 | Long thành cẩm giả ca | Điện ảnh      | Đào Bá Sơn        | Văn Lê                 |                                   |
| 2011 | Giải mã tình anh      | Dài tập       | Nguyễn Xuân Cường |                        | Đặt hàng: HTV                     |
| 2012 | Suối nguồn            | Phim video    | Trần Ngọc Phong   |                        | Giải thưởng ban giám khảo LHPVN18 |
| 2012 | Cát nóng              | Điện ảnh      | Lê Hoàng          | Phạm Thùy Nhân         |                                   |
| 2012 | Mùi cỏ cháy           | Điện ảnh      | Nguyễn Hữu Mười   | Hoàng Nhuận Cầm        | Hợp tác: Hãng phim Điệp Vân       |
| 2012 | Nghịch lý             | Dài tập       | Xuân Cường        |                        | Đặt hàng: HTV                     |
| 2012 | Cao hơn bầu trời      | Dài tập       | Xuân Cường        |                        |                                   |
| 2014 | Bản lĩnh công tử      | Dài tập       | Đào Bá Sơn        |                        | Đặt hàng: HTV                     |
| 2015 | Đường xuyên rừng      | Điện ảnh      | Xuân Cường        |                        |                                   |
| 2015 | Mỹ nhân               | Điện ảnh      | Đinh Thái Thụy    |                        |                                   |
| 2016 | Đàn sếu trở về        | Hoạt hình     |                   |                        |                                   |
| 2017 | Duyên định kim tiền   | Dài tập       | Hồ Ngọc Xum       | Hứa Mỹ Ngọc; Kim Tuyến |                                   |
| 2019 | Hợp đồng bán mình     | Điện ảnh      | Trần Ngọc Phong   | Nguyễn Mạnh Tuấn       |                                   |
| ???? | Trái tim bên lề       | Dài tập       |                   |                        | Đặt hàng: HTV                     |
| ???? | Sống giữa yêu thương  | Phim tài liệu | Phan Huỳnh Trang  |                        |                                   |

## Thập niên 2020
| Năm               | Tựa đề           | Phân loại  | Đạo diễn        | Chú thích                         |
| ----------------- | ---------------- | ---------- | --------------- | --------------------------------- |
| 2020              | Pháo đài Tức Dụp | Phim video | Xuân Cường      | Hợp tác: Đài Truyền hình An Giang |
| 2021              | Cơn giông        | Điện ảnh   | Trần Ngọc Phong | [ 34 ]                            |
| ????              | Khát vọng        |            |                 |                                   |
|                   | Phơi sáng        |            | Xuân Cường      | [ 35 ]                            |
| Yêu trong thù hận |                  |            |                 | [ 35 ]                            |

### Phim tài liệu
| Năm  | Tựa đề                                  | Đạo diễn         | Chú thích     |
| ---- | --------------------------------------- | ---------------- | ------------- |
| 2020 | Quê lụa Tân Châu                        | Phan Huỳnh Trang | [ 36 ]        |
| 2021 | Danh họa Diệp Minh Châu                 | Nguyễn Thu       | [ 35 ]        |
| 2021 | Nguyễn Tất Thành - Những dấu ấn lịch sử | Thanh Sơn        | [ 35 ]        |
| 2021 | Suối nhạc giữa đại ngàn Tây Nguyên      | Lâm Lê Dũng      | [ 35 ]        |
| 2023 | Biển đói                                | Đỗ Đại Tín       | [ 37 ] [ 38 ] |
| 2024 | Đất ô nhiễm                             | Nguyễn Thu       | [ 39 ]        |

### Hoạt hình
| Năm  | Tựa đề                     | Đạo diễn | Chú thích |
| ---- | -------------------------- | -------- | --------- |
| 2021 | Cuộc phiêu lưu của bút chì |          | [ 35 ]    |

## Các nguồn tham khảo
- Trang chủ Hãng phim Giải Phóng

- Viện phim Việt Nam (tra cứu danh mục lưu trữ - Nguồn chủ yếu cho bài danh sách này)

- Worldcat Hãng phim Giải Phóng Lưu trữ ngày 19 tháng 3 năm 2023 tại Wayback Machine